# Villanueva del Rosario
Villanueva del Rosario egy község Spanyolországban, Málaga tartományban. Villanueva del Rosario Alfarnate, Colmenar, Antequera, Archidona és Villanueva del Trabuco községekkel határos. Lakosainak száma 3401 fő (2024).

## Népesség
A település népessége az elmúlt években az alábbi módon változott:
| Lakosok száma | 3342 | 3361 | 3547 | 3712 | 3641 | 3538 | 3383 | 3356 | 3339 | 3401 |
|               | 2001 | 2004 | 2007 | 2009 | 2012 | 2014 | 2017 | 2019 | 2022 | 2024 |